# پنپووو (استان لهستان بزرگ‌تر)
پنپووو (به لهستانی:  Pępowo) یک روستا در لهستان است که در گمینا پنپووو واقع شده‌است. پنپووو ۱٬۷۸۰ نفر جمعیت دارد.